# Астрофізична інформаційна система НАСА

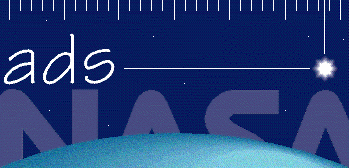
Логотип АІС НАСА

Астрофізична інформаційна система НАСА (англ. ADS — Astrophysics Data System, далі "'АІС НАСА"') — наукометрична база даних фахової літератури з астрономії та фізики. На 2015 рік база даних має 8 000 000 документів астрономії та фізики з рецензованих та нерецензованих джерел. Майже для всіх статей в системі доступні безкоштовні реферати. Відскановані давніші статті розміщені у форматах GIF та PDF. Нові статті супроводжуються посиланнями на електронні версії, які розміщені на сайтах журналів, а також препринти arXiv (за їхньої наявності). Електронні версії зазвичай доступні лише передплатникам, якими є більшість астрономічних установ.
АІС НАСА — потужний дослідницький інструмент, який має значний вплив на ефективність астрономічних досліджень з моменту запуску проєкту в 1992 році. За допомогою сучасного пошукового механізму АІС НАСА, спеціально створеного для потреб астрономії, інформаційні пошуки, які раніше займали дні або тижні, зараз виконуються за лічені секунди. Дослідження показали, що користь для розвитку астрономії від банку даних АІС НАСА еквівалентна кільком сотням мільйонів доларів США щороку. За приблизними оцінками система потроїла аудиторію наукових журналів з астрономії.
Об'єм цієї бази даних постійно змінюється, але в середньому становить близько 5 петабайт.

## Історія
Багаторічна проблема в астрономічних дослідженнях полягала в тому, що через стійке зростання кількості наукових праць астрономи встигали читати дедалі менший відсоток нових публікацій у великих журналах з астрономії. Протягом 1980-х років стало зрозуміло, що нові технології, які формували основу Інтернету, з часом, можуть бути використані для створення електронної системи індексації астрономічних науково-дослідних праць, що дозволить астрономам встигати ознайомлюватися з набагато більшою кількістю досліджень.
Першу пропозицію зі створення бази даних рефератів журнальних статей було зроблено на конференції «Astronomy from Large Data bases», що проходила 1987 року в Гархінгу (Німеччина).
Протягом наступних двох років тривало первинне проєктування електронної системи доступу до астрофізичних рефератів. 1991 року пройшли обговорення про способи інтеграції АІС НАСА з базою даних SIMBAD, яка містить всі доступні каталожні позначення об'єктів за межами Сонячної системи, для створення механізму, за допомогою якого астрономи могли б шукати всі праці, написані про заданий об'єкт.
1988 року для перевірки концепції була створена початкова версія АІС НАСА з базою даних, що складалася з 40 документів, а влітку 1993 року базу даних АІС НАСА було успішно підключено до бази даних SIMBAD.
Це, ймовірно, було першою реалізацією одночасного доступу до трансатлантичних наукових баз даних через єдиний сайт. До 1994 року сервіс був доступний через власне мережеве програмне забезпечення, але на початку року був переведений в новостворений інтернет. Число користувачів за п'ять тижнів після надання АІС НАСА як інтернет-сервісу зросла в чотири рази.
На початку журнальні статті, доступні в АІС НАСА, були сканами з паперових версій журналів, але з 1995 року «Astrophysical Journal» став публікувати електронну версію, за ним незабаром електронна версія х'явилася й у інших великих журналів, таких як «Astronomy and Astrophysics» та «Monthly Notices of the Royal Astronomical Society». З моменту появи таких електронних версій АІС НАСА стала подавати на них посилання. Приблизно з 1995 року кількість користувачів АІС НАСА подвоювалася приблизно щодва роки.
Наразі у АІС НАСА укладені угоди про надання рефератів майже з усіма астрономічними журналами. Через сервіс, який тепер містить більше восьми мільйонів документів, доступні відскановані статті з початку 19-го століття. Всі оновлення виконуються централізовано, шляхом запуску скриптів на дзеркалах, які переміщують оновлення з головних серверів АІС НАСА. Сервіс поширений у всьому світі, має дванадцять дзеркал у дванадцяти країнах на п'яти континентах. База даних синхронізується за допомогою щотижневих оновлень з використанням rsync — утиліти дзеркального копіювання, яка дозволяє оновлювати тільки ті частини бази даних, які змінилися.

## Провідні фахівці бази даних
- Др. Стівен Муррей / Dr. Stephen S. Murray — головний дослідник
- Др. Альберто Аккомацці / Dr. Alberto Accomazzi — менеджер проєкту
- Др. Майкл Куртц / Dr. Michael J. Kurtz — астроном - дослідник
- Керолайн Стерн Грант / Carolyn Stern Grant — програміст
- Едвін Геннекен / Edwin Henneken — програміст
- Елізабет Болен / Elizabeth Bohlen — інформатик
- Донна Томпсон / Donna Thompson — бібліотекар

## Цікаві факти
Використання АІС НАСА має майже загальний характер серед астрономів усього світу, тому статистика використання може бути використана для аналізу основних напрямків в астрономічних дослідженнях. Такі дослідження показали, що важливість дослідницької роботи, яку виконують астрономи, пов'язана з ВВП на душу населення у країні, в якій вона проводиться, а кількість астрономів у країні пропорційна ВВП країни, окрім того важливість виконаного дослідження в країні пропорційна квадрату її ВВП, поділеному на чисельність населення.